# Загуменний Олександр Миколайович
Олександр Миколайович Загуменний (нар. 25 листопада 1906, місто Мелітополь, тепер Запорізької області — ?) — український радянський діяч, секретар Тернопільського обласного комітету КП(б)У.

## Біографія
Член ВКП(б).
На 1941—1942 роки — завідувач відділу Челябінського обласного комітету ВКП(б)У.
У травні 1944 — вересні 1945 року — заступник секретаря Тернопільського обласного комітету КП(б)У із транспорту — завідувач транспортного відділу Тернопільського обласного комітету КП(б)У.
У вересні 1945 — жовтні 1946 року — секретар Тернопільського обласного комітету КП(б)У із кадрів.
З вересня 1946 по 1949 рік — слухач Вищої партійної школи при ЦК ВКП(б) у Москві. 
У вересні 1949 — вересні 1952 року — секретар Тернопільського обласного комітету КП(б)У.
З вересня 1952 по 1954 рік — завідувач промислово-транспортного відділу Ізмаїльського обласного комітету КПУ.
У 1954—1963 роках — завідувач промислово-транспортного відділу Кіровоградського обласного комітету КПУ. У 1963—1964 роках — завідувач відділу Кіровоградського сільського обласного комітету КПУ.
Подальша доля невідома.

## Нагороди
- два ордени «Знак Пошани» (29.07.1945, 26.02.1958)
- ордени
- медаль «За трудову доблесть» (24.11.1942)
- медаль «За перемогу над Німеччиною у Великій Вітчизняній війні 1941—1945 рр.» (1945)
- медалі
- Почесна грамота Президії Верховної Ради Української РСР (1962)